# Frigoriste
Le frigoriste est un technicien du froid. Il participe au développement, à l'installation et à l'entretien de systèmes réfrigérés : réfrigérateurs, chambres froides, camions frigorifiques, vitrines réfrigérées, bacs spéciaux, climatisation de grands espaces et pompes à chaleur.

## Activités
- Effectuer le diagnostic de panne, les réparations, l'entretien et la maintenance préventive et curative d'un système frigorifique.
- Comprendre le diagramme d'enthalpie

## Formations
Les matières à l’étude :
- MDF (Monteur dépanneur frigoriste)
- Bac Pro : TFCA : Technique du Froid et du Conditionnement d'Air
- CAP : IFCA : Installateur en Froid et Conditionnement d'air
- Électricien
- Sécurité sur les chantiers
- Soupapes
- Ventilations
- Lecture de plans et documentations techniques
- Article R. 543-106 du code de l'environnement : attestation d'aptitude à la manipulation des fluides frigorigènes, catégorie I.